# Teatr Propozycji „Dialog” w Koszalinie
Teatr Propozycji „Dialog” im. Henryki Rodkiewicz – teatr rapsodyczny działający w Koszalinie od roku 1959. Od 1964 roku siedziba teatru mieści się przy ulicy Grodzkiej 3, w historycznej kamienicy z XV wieku, w której od 1464 roku mieszkał miejski kat.

## Prowadzone działania
Ze względu na prezentowany repertuar w teatrze wyróżnia się scenę teatru, scenę poezji oraz scenę muzyczną. Oprócz wystawianych przedstawień teatralnych, odbywają się tu spotkania miłośników poezji w ramach wieczorów poezji, spotkania autorskie z wybitnymi i cenionymi postaciami kultury. Ponadto w ramach Klubu Muzycznego odbywają się koncerty m.in. jazzowe. Teatr jest także organizatorem, wspólnie z innymi instytucjami kulturalnymi, Koszalińskich Ogólnopolskich Dni Monodramu-Debiuty „Strzała Północy”, na których odbywa się od 2013 r. (w październiku) turniej debiutanckich monodramów.

## Historia teatru
W sierpniu 1959 aktorka Bałtyckiego Teatru Dramatycznego Henryka Rodkiewicz porzuciła macierzystą scenę, by wraz z grupą miłośników teatru założyć teatr poezji.
Pierwszym spektaklem była „Godzina myśli” poświęcona poezji i prozie Juliusza Słowackiego. W trzy miesiące później odbyła się premiera sztuki Wolfganga Borcherta „Pod drzwiami”, a w marcu 1960 spektaklu „Nie będzie końca dialogu”. Wtedy zespół przyjął nazwę „Teatr Propozycji Dialog”. Na Ogólnopolskim Festiwalu Amatorskich Teatrów Poezji 1960 teatr zdobył za inscenizację „Róży” Żeromskiego pierwszą nagrodę, w roku 1965 również pierwszą nagrodę za inscenizację staroruskiej byliny „Słowo o wyprawie Igora”.
W końcu roku 1962 teatr wystawił „Słowo o Jakubie Szeli” Bruno Jasieńskiego w adaptacji Jadwigi Ślipińskiej i reżyserii Janusza Marca. W „Księdze Apokryfów” Karela Čapka reżyserowanej przez Tadeusza Mroczka wystąpili: Jadwiga Ślipińska, Jerzy Domin, Jerzy Litwin, Wacław Dąbrowski i Jerzy Bokiej.
W grudniu 1998 roku młodzi uczestnicy warsztatów, prowadzonych pod hasłem „Akademii Słowa” przez Marka Kołowskiego pokazali spektakl oparty na twórczości Bertolta Brechta według scenariusza i w reżyserii Marka Kołowskiego.
Teatr wielokrotnie wystawiał spektakle poświęcone poezji Cypriana Kamila Norwida. Teatr organizuje również turniej recytatorski im. Cypriana Kamila Norwida.
W listopadzie 1995 spektaklem „Skar i Bonka” rozpoczął w Dialogu działalność „Teatr przy stoliku” zainicjowany przez Tadeusza Mroczka. W pierwszym spektaklu wzięli udział Diana Łozińska i Tadeusz Mroczek. Podczas trzech sezonów Teatr przy stoliku pokazał publiczności prawie dwadzieścia premier.

## Kierownictwo teatru
- Prezesi[9]:
  - Jerzy Bieliński 1961-65
  - Anna Skrobisz 1966-1967
  - Jerzy Domin 1967-1968
  - Jerzy Bieliński 1969-1980
  - Mirosław Krom 1980-1989
  - Jerzy Domin 1989-1997
  - Marek Kołowski 1997-2000
  - Jerzy Litwin 2000-2002
  - Bogdan Gutkowski 2002-2009
  - Maria Ulicka 2009-2018
  - Jerzy Litwin 2018 - 2023
  - Walentyna Trybocka (od 2023)

- Kierownicy artystyczni[9]:
  - Henryka Rodkiewicz 1959-1980
  - Lech Dyblik 1980-1981
  - Małgorzata Kołowska 1981-1984
  - Jan Wyrwas 1984-1987
  - Waldemar Miszczor 1987-1992
  - Wiesława Barzycka 1992-1999